# Ferdinand Hellmesberger
Ferdinand Hellmesberger (* 24. Januar 1863 in Wien; † 15. März 1940 ebenda) war Dirigent, Cellist und Kapellmeister.

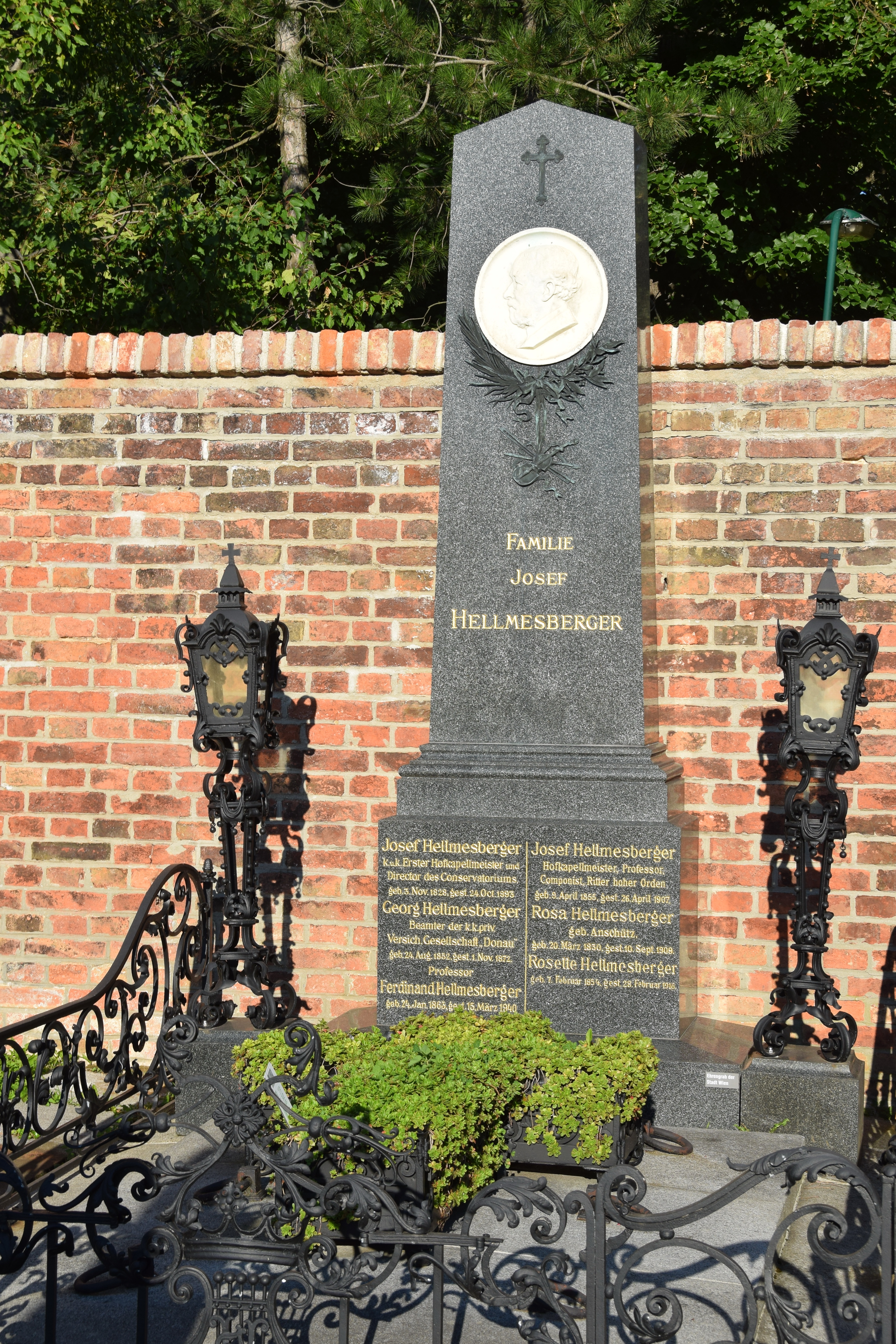
Grabstätte von Ferdinand Hellmesberger

Er ist der Sohn von Joseph Hellmesberger senior und Bruder von Joseph Hellmesberger junior. Er war ab 1879 Mitglied der Hofmusikkapelle und ab 1883 auch des Hellmesberger-Quartetts. Von 1902 bis 1905 war er Kapellmeister an der Wiener Volksoper und leitete ab 1910 die Kurorchester in Abbazia, Baden, Karlsbad und  Marienbad.
Seine Grabstätte befindet sich auf dem Hietzinger Friedhof (Gruppe 15, Nummer 4 D). 